# More (Unix)
Pour les articles homonymes, voir More.
more est une commande standard sous Unix utilisée pour voir (mais pas modifier) le contenu d'un fichier texte, page par page.

## Histoire
La commande more a été créée par Daniel Halbert, un étudiant à l'Université de Californie à Berkeley, en 1978. Elle a d'abord été introduite dans la version 3.0 de BSD puis est devenue une commande standard pour tous les systèmes Unix. Un clone de more a été introduit dans MS-DOS.

## Utilisation
La syntaxe de cette commande est la suivante:
```
more [options] [nom de fichier]
```

Si aucun fichier n'est spécifié, more utilise l'entrée standard stdin.
Lorsque more a suffisamment de données en entrée, il en affiche autant que possible dans la fenêtre courante et se met en attente d'un retour de l'utilisateur pour afficher la suite. Dans le coin inférieur gauche de la fenêtre est affiché le message
« --More-- » avec le pourcentage du texte déjà affiché (dans ce pourcentage est compris le texte actuellement à l'écran). La commande more se termine lorsqu'elle atteint la fin du fichier (100 %).
La navigation avec la commande more se fait principalement en appuyant sur la touche entrée ce qui affiche la ligne suivante du fichier, ou par la touche espace ce qui affiche la page suivante.
D'autres commandes peuvent être utilisées pour naviguer dans un fichier, voir la page man de more pour plus de détails.

### Options
Les options sont normalement passées en argument avant le nom du fichier, mais elles peuvent aussi être mises dans la variable d'environnement $MORE. Les options fournies sur la ligne de commande prennent le pas sur la variable $MORE. Les options disponibles dépendent du système d'exploitation, en voici les plus courantes :
-num
num est un entier indiquant la taille en lignes de l'écran
-d
more affiche le message « [Appuyer sur la barre d'espacement pour continuer, 'q' pour quitter.] »  pour  défiler  et  le  message « [Appuyer 'h' pour obtenir les instructions.] » au lieu d’émettre un bip quand on appuie sur une touche interdite
-l
Normalement more considère que ^L (form feed) est un caractère spécial et attend après chaque ligne contenant un form feed. L’option -l supprime ce comportement.
-f
provoque un comptage logique des lignes, c’est-à-dire que les lignes longues ne sont pas découpées.
-p
Ne pas dérouler : efface l’écran avant d’afficher le texte.
-c
Ne pas dérouler : affiche les lignes en partant du haut et en effaçant les fins de ligne au fur et à mesure.
-s
Regroupe les lignes blanches consécutives en une seule.
-u
Supprime le soulignement.
+/
L’option +/ indique un texte à rechercher dans chaque fichier avant de l’afficher. (Ex. : more +/Preambule gpl.txt)
+num
Commence à la ligne indiquée.